# Clara Bohitile
 (janvier 2019).
Clara Gasebewe Bohitile (née le 19 novembre 1955) est une femme d'affaires et  femme politique namibienne,.

## Biographie
Clara Bohitile est né le 19 novembre 1955 à Windhoek. Elle a fréquenté l'école catholique de la vieille ville, la banlieue de résidents noirs de Windhoek jusqu'à la fin des années 1950. Elle a également étudié à l'école catholique de Gunichas, près de Gobabis, et au lycée catholique de Döbra. Elle a entrepris des études d'économie domestique sur l'enseignement supérieur au Tshiye College et à l'Université Vista, tous deux en Afrique du Sud.
Après avoir obtenu son diplôme, Clara Bohitile a été enseignant à l'école secondaire Immanuel Shifidi de Windhoek. Elle a également entamé une carrière dans l'agriculture et est devenue active en politique.
Membre de la SWAPO, Clara Bohitile a été membre des 2e et 3e assemblées nationales de 1995 à 2005. Elle a également occupé le poste de sous-ministre de l'Éducation de base et de la Culture de 1995 à 2005. Elle est revenue à l'Assemblée nationale, de 2007 à 2010, lorsqu'elle a remplacé Ben Amathila, qui a pris sa retraite. Elle est également membre du comité central de la SWAPO.
Clara Bohitile est également un agriculteur commercial et politique de premier plan. En 2006, elle a été nommée agricultrice émergente de l'année par le Syndicat de l'agriculture de Namibie. En septembre 2010, elle est élue au conseil d'administration de MeatCo Namibia (en). Elle a été la première femme à occuper le poste de présidente du conseil d'administration de MeatCo. Elle a également siégé au conseil d'administration du Windhoek Country Club and Casino.

## Reconnaissance
Clara Bohitile a reçu l'Ordre de l'Aigle, troisième classe, le jour des héros 2014.